# Effet Goos-Hänchen

Diagramme illustrant les bases physiques de l'effet Goos-Hänchen.

L'effet Goos-Hänchen (nommé d'après Fritz Gustav Goos (de) (1883 – 1968) et Hilda Hänchen (de) (1919 – 2013)) est un  phénomène optique dans lequel de la lumière linéairement polarisée présente un léger décalage latéral lorsque le rayon lumineux subit une réflexion totale interne. Le décalage est perpendiculaire à la direction de propagation, dans le plan d'incidence. Cet effet est l'analogue pour la polarisation linéaire de l'effet Imbert-Fedorov (en) sur la phase d'une onde polarisée circulairement. 
Cet effet a lieu parce que les réflexions d'un rayon de diamètre fini vont interférer le long d'une ligne transversale à la direction de propagation moyenne. Comme montré sur la figure, la superposition de deux ondes planes avec des angles d'incidence légèrement différents, mais de même fréquence (ou longueur d'onde) est donnée par 
{\displaystyle {\vec {\underline {E}}}(x,z,t)={\vec {\underline {E}}}^{TE/TM}\left(e^{j{\vec {k}}_{1}\cdot {\vec {r}}}+e^{j{\vec {k}}_{2}\cdot {\vec {r}}}\right)\cdot e^{-j\omega t}}
où
{\displaystyle {\vec {k}}_{1}=k\left(\cos {\left(\theta _{0}+\Delta \theta \right)}{\vec {x}}+\sin {\left(\theta _{0}+\Delta \theta \right)}{\vec {z}}\right)}
et
{\displaystyle {\vec {k}}_{2}=k\left(\cos {\left(\theta _{0}-\Delta \theta \right)}{\vec {x}}+\sin {\left(\theta _{0}-\Delta \theta \right)}{\vec {z}}\right)}
avec
{\displaystyle k={\begin{matrix}{\frac {\omega }{c}}\end{matrix}}n_{1}}.
On peut montrer que les deux ondes génèrent une figure d'interférence transverse à la direction de propagation moyenne, 
{\displaystyle {\vec {k}}_{0}=k\left(\cos {\theta _{0}}{\vec {x}}+\sin {\theta _{0}}{\vec {z}}\right)}
et sur l'interface le long du plan {\displaystyle ({\vec {y}},{\vec {z}})}.
Les deux ondes sont réfléchies par le dioptre et subissent des déphasages légèrement différents, ce qui conduit à un décalage latéral du rayon fini. L'effet Goos-Hänchen est donc un phénomène de cohérence.
Cet effet est encore étudié, par exemple pour ses implications dans le contexte de la nanophotonique. Les travaux de Merano et al. ont étudié l'effet Goos-Hänchen expérimentalement dans le cas d'un rayon lumineux réfléchi sur une surface métallique (en or) à 826 nm. L’effet a aussi été étudié dans le cas des milieux en mouvement par Noël C. Kallas et Rachel Hobeika Kallas,.